# Agrostis whytei
Agrostis whytei é uma espécie de gramínea do gênero Agrostis, pertencente à família Poaceae.